# 페라리 F12 엔진
페라리 플랫-12 엔진 제품군은 1973년부터 1996년까지 페라리에서 생산했던 180° V12 DOHC 가솔린 엔진 시리즈다. 365 GT4/BB와 함께 도입된 이 엔진은 312B에 사용된 플랫-12 경주용 엔진과 구조를 공유한다. 그리고 312 PB이지만 변위, 보어 및 스트로크, 로드 및 피스톤은 교체 한 Daytona에 동력을 공급하는 Tipo 251 60 ° V12 콜롬보 엔진과 동일했다.
새로운 엔진의 설계 및 개발은 페라리 엔지니어인 Giuliano de Angelis와 Angelo Bellei가 감독했다.
엔진은 페라리의 차량들에 장착된 최초의 L12기통 구성이었으며 공장 유형 참조 F102A를 가졌다. 실린더 당 2개의 밸브와 뱅크 당 트윈 오버 헤드 캠축이 있었지만 기존의 페라리 12 기통 엔진처럼 체인이 아닌 벨트 구동 방식이었다. 그것은 두 개의 트리플 초크 Weber 40 F3C 기화기의 두 뱅크와 전자 점화 시스템이 장착되었다. 블록 및 실린더 헤드는 경합금으로 제작되었으며 습식 섬프 윤활이 특징이다.
1976년 페라리는 BB의 변형 모델인 512 BB를 출시했으며 플랫-12 엔진은 4943cc로 확장되었다. F102B라는 이름의 이 제품은 자동차 오일을 청소하는 데 도움이 되는 건식 섬프 윤활 시스템을 특징으로 한다.
1981년에 512 BBi는 나가는 모델의 4개의 삼중 초크 기화기를 Bosch K-Jetronic 기계식 연료 분사로 대체되었다. 새로운 엔진은 공장 유형 기준 F110A를 얻었지만 그렇지 않으면 이전 모델과 기계적으로 동일했다.
1984년 페라리 테스타로사가 데뷔하면서 플랫-12 엔진의 발전으로 실린더 당 4개의 밸브가 장착되었다. 390 PS (287 kW, 385 hp)로 당시 생산형 스포츠카에 장착된 가장 강력한 엔진이었다. 512 BBi 모델과 동일한 4943cc의 입방 용량을 유지하고 시리얼 넘버 F113A를 가졌다.
Marelli Microplex MED120 전자 점화 시스템과 Bosch K-Jetronic 연료 분사 장치가 장착되었다. 미국, 캐나다 및 일본의 수출 버전에는 촉매 변환기와 KE-Jetronic 연료 분사 장치가 있다. 유럽 버전은 1986년에 이러한 기능을 얻었으며 수정된 엔진은 F113B로 알려졌다.
1991년식 512 TR은 테스타로사에 사용된 엔진의 업그레이드 버전을 장착하고 있었으며 4.9L의 동일한 입방 용량을 유지하고 시리얼 넘버 F113D를 가졌다. 재설계된 입구 플레넘과보다 효율적인 연료/공기 혼합 유입을 제공하는 더 큰 밸브로 포팅이 변경되었으며 연료 분사 및 점화 시스템은 결합 된 Bosch Motronic M2.7 시스템으로 변경되었다.
1994년식 F512M의 경우 엔진은 경량화가 적용된 크랭크 샤프트, 티타늄 합금 커넥팅 로드, 새로운 피스톤 및 스테인리스 스틸 저 배압 배기 시스템으로 더욱 업그레이드되었다.
플랫-12 엔진의 생산은 F512M을 시작으로 중단되었고, 새로운 65° V12 F133 엔진을 특징으로 하는 프론트 엔진 550 마라넬로로 대체되었다.

## 사용 차종
| Eng. code  | Displ.           | 보어x스트로크                   | 연도          | 사용 차종               | 피크 파워                           | 비고                                          |
| ---------- | ---------------- | ------------------------------- | ------------- | ----------------------- | ----------------------------------- | --------------------------------------------- |
| F102 A     | 4.4 L (4,390 cc) | 81 mm × 71 mm (3.2 in × 2.8 in) | 1973년~1976년 | 365 GT4/BB              | 344 PS (253 kW; 339 hp) at 7200 rpm | 젖은 섬프, 기화기                             |
| F102 B     | 4.9 L (4,943 cc) | 82 mm × 78 mm (3.2 in × 3.1 in) | 1976년~1981년 | 512 BB                  | 340 PS (250 kW; 340 hp) at 6200 rpm | 건식 섬프, 기화기                             |
| F110 A     | 4.9 L (4,943 cc) | 82 mm × 78 mm (3.2 in × 3.1 in) | 1981년~1984년 | 512 BBi                 | 340 PS (250 kW; 340 hp) at 6000 rpm | dry-sump, K-Jetronic fuel injection           |
| F113 A     | 4.9 L (4,943 cc) | 82 mm × 78 mm (3.2 in × 3.1 in) | 1984년~1986년 | 테스타로사 (유로피언)   | 390 PS (290 kW; 380 hp) at 6300 rpm | dry-sump, K-Jetronic fuel injection           |
| F113 A 040 | 4.9 L (4,943 cc) | 82 mm × 78 mm (3.2 in × 3.1 in) | 1984년~1991년 | 테스타로사 (북미, 일본) | 385 PS (283 kW; 380 hp) at 5750 rpm | 건식 섬프, KE-Jetronic 연료 분사, 촉매 변환기 |
| F113 B     | 4.9 L (4,943 cc) | 82 mm × 78 mm (3.2 in × 3.1 in) | 1986년~1991년 | 테스타로사 (유로피언)   | 390 PS (290 kW; 380 hp) at 6300 rpm | 건식 섬프, KE-Jetronic 연료 분사, 촉매 변환기 |
| F113 D     | 4.9 L (4,943 cc) | 82 mm × 78 mm (3.2 in × 3.1 in) | 1991년~1994년 | 512 TR                  | 428 PS (315 kW; 422 hp) at 6750 rpm | 건식 섬프, 모 트로닉 연료 분사, 촉매 변환기   |
| F113 G     | 4.9 L (4,943 cc) | 82 mm × 78 mm (3.2 in × 3.1 in) | 1994년~1996년 | F512 M                  | 440 PS (320 kW; 430 hp) at 6750 rpm | 건식 섬프, 모 트로닉 연료 분사, 촉매 변환기   |